# Assurant
Assurant, Inc., (NYSE: AIZ), är ett amerikanskt multinationellt holdingbolag som verkar inom försäkringsbranschen, där de tillhandahåller olika försäkringsprodukter till privat– och företagskunder via dotterbolag. Bolagets produkter är bland annat egendom–, olycksfalls–, liv– och sjukförsäkringar. De kan sköta små– och medelstora företags anställdas förmåner och försäkringar. De utför även risk management på uppdrag.